# Tadesse Söhl
Tadesse Söhl (* um 1970 in der Provinz Wollo in Äthiopien; † 26. September 1981 in Michelbach an der Bilz) war das Adoptivkind eines deutschen Ehepaares. Tadesse stammte aus Äthiopien und nahm sich im Alter von ca. elf Jahren in Deutschland das Leben. In einem später erschienenen Buch führte die Adoptivmutter den Tod des Kindes auf den alltäglichen Rassismus in dem deutschen Heimatdorf und die Trennung von seiner Schwester zurück. Einzelne Gemeindemitglieder widersprachen öffentlich dem Erlebnisbericht.
Sein Schicksal wurde überregional bekannt, wozu neben dem viel beachteten Buch mehrere Medienberichte und zwei Filme über Tadesse beitrugen.

## Leben
Tadesse wurde zur Zeit des äthiopischen Bürgerkrieges von dem Michelbacher Ehepaar Irmhild und Frerich Söhl als Adoptivkind angenommen und kam am 1. Mai 1976 im Alter von ungefähr sechs Jahren nach Deutschland. Sein genaues Geburtsdatum ist nicht bekannt, für die Ausstellung seiner äthiopischen Ausreisepapiere wurde ein Alter behördlich festgesetzt. Durch die Adoption erlangte er die deutsche Staatsbürgerschaft. Seine jüngere Schwester Nunu wurde von einem anderen deutschen Paar adoptiert, da die Adoptionsbehörden der gleichzeitigen Adoption durch das Ehepaar Söhl nicht zugestimmt hatten. Die Adoptiveltern von Nunu lebten in Bonn und reduzierten die Kontakte der Geschwister untereinander auf ein Minimum.

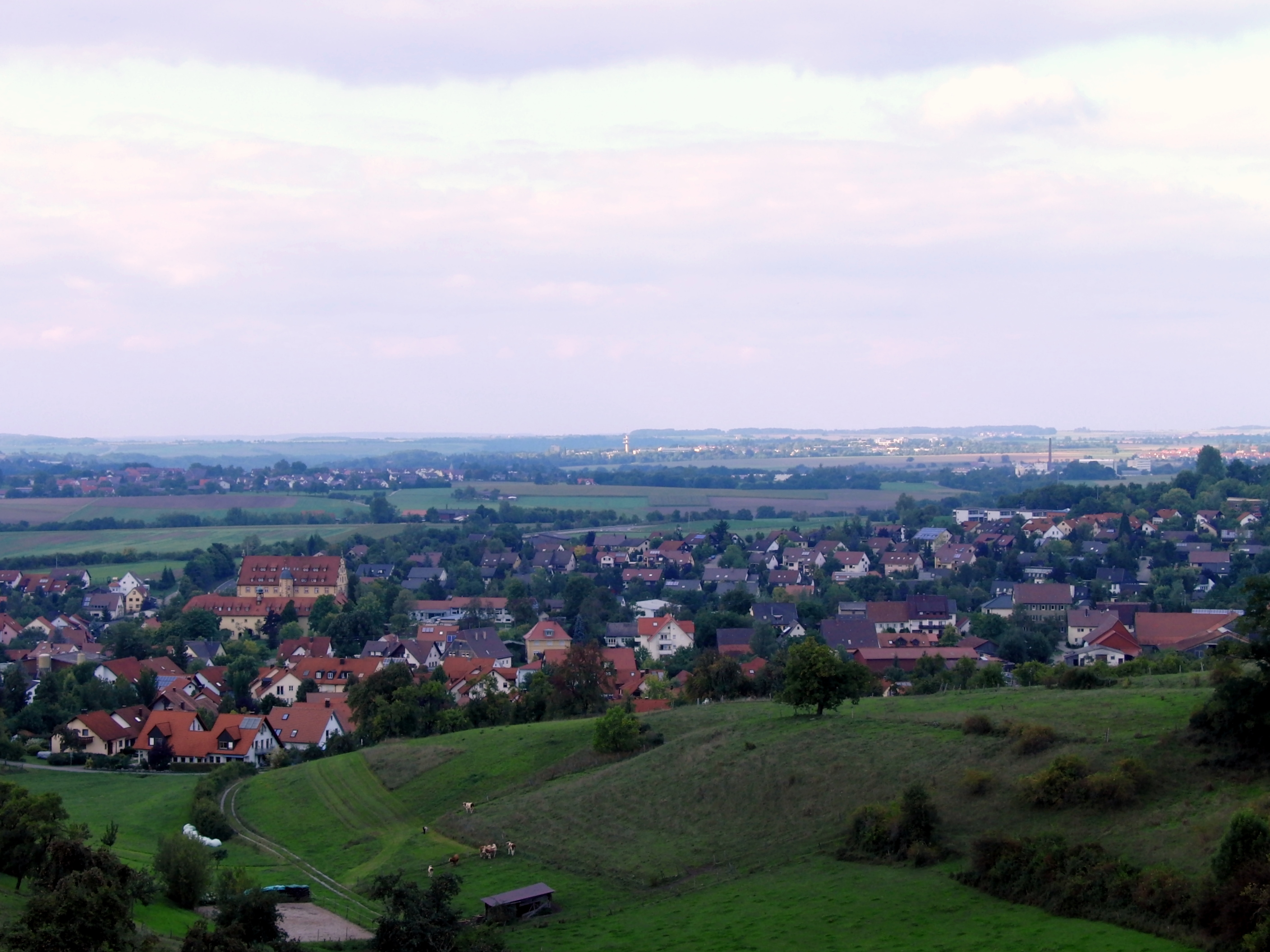
Blick auf Michelbach, wo Tadesse bis zu seinem Suizid lebte

Tadesse kam zu seinen Adoptiveltern in das baden-württembergische Dorf Michelbach an der Bilz, wo er rasch die deutsche Sprache erlernte und die örtliche Grundschule besuchte. Nach späteren Berichten der Adoptivmutter Irmhild Söhl fand der neue Mitbürger insbesondere aufgrund seiner dunklen Hautfarbe bei der Dorfgemeinschaft wenig Wohlwollen; selbst Grundschullehrer hätten sich kaum integrationswillig gezeigt.
Die im Landkreis Schwäbisch Hall gelegene Gemeinde Michelbach an der Bilz, zu der auch das gleichnamige Dorf gehört, hatte 1976 insgesamt 2549 Einwohner; davon waren 89 Personen Ausländer, was einem Ausländeranteil von 3,5 % entspricht. Im Jahr 1981 betrug die Einwohnerzahl 2702 Personen; über die Zahl der Ausländer liegen für diesen Zeitraum keine statistischen Daten vor. Im Jahr 2010 hatte Michelbach insgesamt 3375 Einwohner mit einem Ausländeranteil von 124 Personen (3,7 %).
Nach einem Bericht des Hamburger Abendblattes vom Dezember 1996 gab es „Feindseligkeiten und Demütigungen, die dem fröhlichen Jungen das Leben schwermachten. ‚Nigger‘, ‚Buschneger‘ oder ‚schwarze Sau‘ nannten ihn seine Schulkameraden. Der Dorffriseur weigerte sich, sein Kraushaar zu schneiden, und auf dem Bürgersteig stand ‚Tadesse ist kackebraun wie Scheiße‘“. Tadesse nahm all dies nur scheinbar gefasst hin. Nachdem er einen Bericht Günter Wallraffs über Ausländerfeindlichkeit forcierende Praktiken der Bild-Zeitung gesehen hatte, erwarb er im örtlichen Kaufladen ein Exemplar dieser Zeitung und zerriss sie vor den Augen des Händlers.
Des Weiteren schrieb Tadesse 1980 an Die Zeit einen Leserbrief, der erst nach seinem Tod, im Mai 1989 veröffentlicht wurde:
Ich bin aus Äthiopien, 10 Jahre alt und seit 4 Jahren in eine deutsche Familie adoptiert. Ich weiß noch von viel Polizei in Äthiopien. Daß immer auf den Straßen geschossen wurde und daß wir alle Angst hatten. Und wenn Ihr die Asylanten jetzt hier nicht behalten wollt, haben sie diese Angst noch lange in sich drin. Und wenn ihr die nicht haben wollt, fühlen sie sich zu niemand hingezogen und das ist schlimm! Wenn einer von einem Land ins andere flüchtet und zu beiden Seiten nicht mehr gehört, dann kann er nicht mehr leben. Das ist so eine kleine Vorahnung wie bei den Juden. Darum sollten wir eigentlich da sein, um zu helfen. Tadesse Söhl, Michelbach.
Am 26. September 1981 fand man Tadesse durch eigene Hand erhängt in seinem Kinderzimmer. In seinem Abschiedsbrief hieß es:
Liebe Mutti, lieber Vati, ich möchte Euch keinen Kummer machen, und ich gehe dahin zurück, wo ich hergekommen bin.

## Wirkungen und Gedenken
Tadesses Selbsttötung wurde von seiner Adoptivmutter Irmhild Söhl literarisch verarbeitet. Die aus Schleswig-Holstein stammende Psychologin (* 1943), die jahrelang in der Jugend- und Heimerziehung tätig und später Mutter von sechs Kindern und Hausfrau war, beschrieb das Schicksal von Tadesse in Form eines Erlebnisberichtes. Im Jahr 1991, zehn Jahre nach dem Tod von Tadesse, erschien im Freiburger Verlag Herder Söhls Buch Tadesse, warum? Das kurze Leben eines äthiopischen Kindes in einem deutschen Dorf. Das Buch wurde in den ersten fünf Jahren nach seinem Erscheinen fünfmal neu aufgelegt, 2002 erschien die siebte Auflage, und es wurde auch als Übersetzung in italienischer Sprache herausgegeben.
Der Bürgermeister und ein Lehrer des Dorfes widersprachen öffentlich dem Erlebnisbericht. Beschimpfungen seien unter Kindern beispielsweise „normal“, und Michelbach sei „keine rassistische Gemeinde“. Söhl entgegnete, ihre Darstellung der Geschehnisse sei auch gar nicht als Anklage zu verstehen, sondern solle „Verhaltensmuster aufzeigen“.
1994 wurde das Buch Tadesse, warum? von Christian Baudissin, der selbst als Kind in Tadesses Heimat Äthiopien gelebt hatte, für den damaligen Südwestfunk in Co-Produktion mit dem Bayerischen Rundfunk als abendfüllendes Fernsehspiel adaptiert und verfilmt. Die inszenierte Spielhandlung wird unterbrochen durch ein Interview, in dem Tadesses inzwischen erwachsene Schwester Esther („Nunu“) von ihrer Beziehung zu dem Bruder und ihrem Leben in einer anderen deutschen Adoptivfamilie berichtet. Drei Jahre zuvor, im November 1991, hatte die ARD den Dokumentarfilm Ein Bild von Tadesse gezeigt, den Manfred Bannenberg für den Norddeutschen Rundfunk erstellt hatte.
Die Familie Söhl ist inzwischen aus Michelbach fortgezogen. Irmhild Söhl fährt regelmäßig in den Ort und besucht das Grab von Tadesse auf dem Michelbacher Friedhof. Kurz vor Weihnachten 1996 gab es abermals überregional Berichte über den Jungen: Auf seiner Grabstätte hatte sich eine Birke ausgesät und wies – inzwischen hoch gewachsen – Besuchern den Weg zum Grabstein des Kindes. Die Gemeinde ordnete an, die Birke bis zum 31. Januar 1997 samt Wurzelwerk entfernen zu lassen, was der Mutter zufolge aber eine Störung der Totenruhe Tadesse Söhls bedeutet hätte.
Tadesses Schicksal gilt manchen heute als mahnendes Beispiel dafür, was Rassismus in Deutschland anrichten könne.

## Veröffentlichungen
Publikationen von Irmhild Söhl
- Irmhild Söhl: Tadesse, warum? Das kurze Leben eines äthiopischen Kindes in einem deutschen Dorf. Original-Ausgabe. Verlag Herder, Freiburg im Breisgau 1991 (Herder-Spektrum. Band 4005); 6. Auflage 1995; 7. Auflage 2002; ISBN 3-451-04005-0. (Mit einem Vorwort von Gunnar Hasselblatt)
- Irmhild Söhl: Fremdenliebe – made in Germany? Erfahrungen wie sie nicht im Buche stehen. In: Namo Aziz (Hrsg.): Fremd in einem kalten Land. Ausländer in Deutschland. Original-Ausgabe, Verlag Herder, Freiburg im Breisgau 1992 (Herder-Spektrum. Band 4130), ISBN 3-451-04130-8, S. 76–91.

Weitere Literatur
- Ina Braun: Günter Wallraff. Leben, Werk, Wirken, Methode. Königshausen & Neumann, Würzburg 2007, ISBN 978-3-8260-3542-5, S. 81ff.
- Hartmut Heller (Hrsg.): Neue Heimat Deutschland. Aspekte der Zuwanderung, Akkulturation und emotionalen Bindung; vierzehn Referate einer Tagung der Deutschen Akademie für Landeskunde …, 22.–24. 6. 2000 in Nürnberg. Deutsche Akademie für Landeskunde/Univ.-Bibliothek Erlangen-Nürnberg, Erlangen 2002 (Erlanger Forschungen. Reihe A, Geisteswissenschaften. Band 95), ISBN 3-930357-44-5, S. 175.
- Hans Augustin: Tadesse, oder ich gehe dahin zurück, wo ich hergekommen bin. Theaterstückverlag Korn-Wimmer & Wimmer, München 1993, ohne ISBN. (Bühnenmanuskript)

## Filme
- 1994: Tadesse – warum?, Spielfilm, Deutschland, Länge: 78 Minuten, Produktion: Südwestfunk/Bayerischer Rundfunk, Drehbuch und Regie: Christian Baudissin
- 1991: Ein Bild von Tadesse. Das kurze Leben eines äthiopischen Adoptivkindes, Dokumentarfilm, Deutschland, Länge: 30 Minuten, Produktion: ARD/NDR, Dokumentation und Regie: Manfred Bannenberg